# Ina Huemer
Ina Huemer (* 19. Oktober 1998 in Ried im Innkreis) ist eine ehemalige österreichische Leichtathletin, die sich auf den Sprint spezialisiert hat.

## Sportliche Laufbahn
Erste internationale Erfahrungen sammelte Ina Huemer beim Europäischen Olympischen Jugendfestival (EYOF) 2013 in Utrecht, bei dem sie mit 25,16 s in der ersten Runde im 200-Meter-Lauf ausschied. Im Jahr darauf nahm sie an den Olympischen Jugendspielen in Nanjing teil und belegte dort in 24,74 s den siebten Platz im A-Finale über 200 m. 2015 gelangte sie bei den Jugendweltmeisterschaften in Cali bis ins Halbfinale über 200 m, in dem sie mit 24,35 s ausschied und im 100-Meter-Lauf kam sie mit 12,24 s nicht über den Vorlauf hinaus. 2019 startete sie mit der österreichischen 4-mal-100-Meter-Staffel bei den U23-Europameisterschaften in Gävle und verpasste dort mit 45,84 s den Finaleinzug. Im Mai 2022 verkündete sie ihren Rückzug vom aktiven Sport im Alter von 23 Jahren.
2021 wurde Huemer österreichische Meisterin im 100- und 200-Meter-Lauf.

## Persönliche Bestleistungen
- 100 Meter: 11,41 s (+1,5 m/s), 3. Juni 2021 in St. Pölten
  - 60 Meter (Halle): 7,46 s, 20. Februar 2021 in Linz
- 200 Meter: 23,31 s (+0,8 m/s), 14. August 2021 in Andorf
  - 200 Meter (Halle): 23,40 s, 29. Juli 2021 in Wien